# Pakketbron
Een pakketbron, softwarebron, repository of kortweg repo is een opslagplaats van software en de daarmee gerelateerde informatie zoals afhankelijkheden (benodigdheden om een softwarepakket te installeren). De pakketbron wordt meestal aan het internet verbonden door de bestanden op een server te plaatsen. Via een speciaal programma, een pakketbeheerder, kan de software dan gedownload worden naar de computer van de eindgebruiker. De pakketbron kan zowel gecompileerde software bevatten als broncode die nog gecompileerd moet worden.
De meeste Linuxdistributies maken gebruik van pakketbronnen voor het installeren van software.

## Onderverdelingen
In een Linuxdistributie die gebruikmaakt van pakketbronnen wordt vaak een aantal pakketbronnen meegeleverd, gescheiden volgens type software die de pakketbron bevat. In Ubuntu bestaan er volgende pakketbronnen:
- Main - Officieel ondersteunde software.
- Restricted - Officieel ondersteunde software die niet beschikbaar is onder een compleet vrije licentie.
- Universe - Software ondersteund door de gemeenschap (niet officieel ondersteunde software).
- Multiverse - Niet-vrije software.